# Västergrunden, Nagu
Västergrunden är en ö nära Aspholm i Nagu,  Finland.   Den ligger i Pargas stad i den ekonomiska regionen  Åboland  och landskapet Egentliga Finland. Ön ligger just väster om Aspholm, omkring 15 kilometer öster om Nagu kyrka,  33 kilometer söder om Åbo och 150 km väster om Helsingfors. Närmaste allmänna förbindelse är förbindelsebryggan vid Pensar som trafikeras av M/S Nordep.